# José Ballivián
José Ballivián is een provincie in het departement Beni in Bolivia. De provincie is vernoemd naar de voormalige president José Ballivián Segurola en heeft een oppervlakte van 40.444 km² en 82.700 inwoners (2012). De hoofdstad is Reyes.
José Ballivián is verdeeld in vier gemeenten:
- Reyes
- Rurrenabaque
- San Borja
- Santa Rosa

Cercado · 
Iténez · 
José Ballivián · 
Mamoré · 
Marbán · 
Moxos · 
Vaca Díez · 
Yacuma